# Al-Mustain (Ägypten)
Al-Mustain bi-'llah Abu l-Fadl al-Abbasi (arabisch المستعين بالله أبو الفضل العباسي, DMG al-Mustaʿīn bi-'llāh Abū l-Faḍl al-ʿAbbāsī; * 1393; † um 1414) war Kalif der Abbasiden und Sultan unter den Mamluken in Ägypten (1412).
al-Mustain entstammte der Dynastie der Abbasiden und wurde von den Mamluken als Kalif in Kairo eingesetzt. Als solcher war er völlig machtlos. Nach seiner Einsetzung gewann er aber durch die Unterstützung der Rechtsgelehrten in Opposition zum Sultan Faradsch (1399–1412) an Bedeutung. Grund war der in religiösen Kreisen verbreitete Wunsch, in der Hand des Kalifen die geistliche und weltliche Macht wieder zu vereinigen.
Als es 1412 zum Sturz von Faradsch kam, erklärte sich al-Mustain auf Drängen der Rechtsgelehrten bereit, das Amt des Sultans zu übernehmen. Im September 1412 wurde ihm in Mekka bei dem Brunnen Zamzam gehuldigt und dann täglich das Gebet für ihn gesprochen. Tatsächlich sollte er aber nur den Thron besetzen, solange die Machtfrage unter den Mamluken noch nicht geklärt war. Nach seiner Erhebung zum Sultan ernannte er al-Mu'aiyad Schaich zum Oberbefehlshaber der Mamluken und den Emir Nauruz zum Vizekönig in Syrien. Al-Mu'aiyad Schaich isolierte al-Mustain allerdings schon kurz nach seiner Ernennung in der Zitadelle von Kairo und erreichte nach sechs Monaten im November 1412 seine Abdankung. Al-Mustain blieb danach noch einige Monate Kalif, bevor er auch dieses Amt verlor und in die Verbannung nach Alexandria geschickt wurde. Sein weiteres Schicksal ist unbekannt.